# Double or Nothing (2023)
Double or Nothing 2023 fue la quinta edición de Double or Nothing, el evento de pague por ver de lucha libre profesional producido por la empresa estadounidense All Elite Wrestling. Tuvo lugar el 28 de mayo de 2023 desde el T-Mobile Arena en Paradise, Nevada.
Double or Nothing se llevó en continuado el mismo día que  Battleground, un evento producido por la WWE para su marca NXT, lo que convierte al primer pago por evento en ser competido por dos grandes promociones desde Survivor Series de 1987 y Starrcade. 87: Chi-Town Heat el mismo día.

## Producción
Después de que los eventos de los dos años anteriores tuvieran que realizarse en Daily's Place en Jacksonville, Florida debido a la pandemia de COVID-19, el evento de 2022 regresará Double or Nothing a Las Vegas, que es donde se llevó a cabo el evento inaugural. El 23 de febrero de 2022 se confirmó que el evento se llevará a cabo el 29 de mayo, pero a diferencia del evento inaugural, que se llevó a cabo en el MGM Grand Garden Arena, el evento de 2022 se llevará a cabo en el T-Mobile Arena en Las Strip de Las Vegas en Paradise, Nevada.
El 5 de marzo durante el pre show de Revolution se anunció que Double or Nothing se llevaría a cabo el 28 de mayo en el T-Mobile Arena, marcando el segundo Double or Nothing que se celebra aquí, después del 2022. También se anunció que durante la semana de Double or Nothing, tanto Dynamite como Rampage se transmitirían desde el MGM Grand Garden Arena. Sin embargo, debido a un conflicto de programación de transmisión, Rampage se transmitirá el 27 de mayo, las entradas para los eventos salieron a la venta el 17 de marzo.
El evento se llevará a cabo el mismo día que Battleground, un evento producido por la WWE para su marca NXT, lo que convierte al primer pago por evento en ser competido por dos grandes promociones desde Survivor Series de 1987 y Starrcade. 87: Chi-Town Heat el mismo día.

## Resultados
- Zero Hour: The Hardys (Matt Hardy & Jeff Hardy) & Hook (con Isiah Kassidy) derrotaron a The Firm (Ethan Page, Austin Gunn & Colten Gunn) (15:10).
  - Hook forzó a Page a rendirse con un «Redrum».
  - Originalmente Kassidy iba a participar en la lucha, pero fue reemplazado por Hook debido a una lesión.
  - Como resultado, Page deberá abandonar The Firm y seguir órdenes de Matt.
- Orange Cassidy ganó el Blackjack Battle Royale y retuvo el Campeonato Internacional de AEW (22:25). 
  - Cassidy eliminó finalmente a Swerve Strickland, ganando la lucha.
  - Los otros participantes fueron (en orden de eliminación): Tony Nese, Ari Daivari, Komander, Kip Sabian, Chuck Taylor, The Blade, The Butcher, Bandido, Lee Moriarty, Trent Beretta, Keith Lee, Rey Fénix, Juice Robinson, Jay White, Ricky Starks, Brian Cage, Dustin Rhodes, Penta El Zero M y Big Bill.
- Adam Cole (con Roderick Strong & Sabu) derrotó a Chris Jericho (con Jake Hager, Daniel Garcia, Angelo Parker & Matt Menard) en un Unsanctioned Match (17:00).
  - La árbitro detuvo la lucha después que Cole atacara a Jericho con una cadena.
  - Antes de la lucha, Jericho Appreciation Society y Sabu & Strong se atacaron mutuamente.
  - Durante la lucha, Dr. Britt Baker D.M.D. interfirió a favor de Cole, mientras que Saraya lo hizo a favor de Jericho.
- FTR (Cash Wheeler & Dax Harwood) derrotaron a Jeff Jarrett & Jay Lethal (con Sonjay Dutt, Satnam Singh & Karen Jarrett) (con Mark Briscoe como árbitro especial invitado) y retuvieron el Campeonato Mundial en Parejas de AEW (20:00).
  - Harwood cubrió a Jarrett después de un «Big Rig».
  - Durante la lucha, Dutt, Singh & Karen interfirieron a favor de Lethal & Jarrett.
  - Durante la lucha, Briscoe atacó a Jarrett.
- Wardlow (con Arn Anderson) derrotó a Christian Cage (con Luchasaurus) en un Ladder Match y retuvo el Campeonato TNT de AEW (17:10).
  - Wardlow ganó la lucha, después de descolgar el título.
  - Durante la lucha, Luchasaurus interfirió a favor de Cage, mientras que Anderson lo hizo a favor de Wardlow.
- Toni Storm (con Saraya & Ruby Soho) derrotó a Jamie Hayter (con Dr. Britt Baker D.M.D.) y ganó el Campeonato Mundial Femenino de AEW (3:05).
  - Storm cubrió a Hayter después de un «Storm Zero».
  - Durante la lucha, Saraya & Soho interfirieron a favor de Storm, mientras que Baker & Hikaru Shida lo hicieron a favor de Hayter.
- House of Black (Malakai Black, Brody King & Buddy Matthews) (con Julia Hart) derrotaron a The Acclaimed (Anthony Bowens, Max Caster & Billy "Daddy Ass") y retuvieron el Campeonato Mundial de Tríos de AEW (15:30).
  - Black cubrió a Daddy Ass después de un «Black Mass».
- Jade Cargill (con Mark Sterling & Leila Grey) derrotó a Taya Valkyrie y retuvo el Campeonato TBS de AEW (8:50).
  - Cargill cubrió a Valkyrie después de un «Jaded».
  - Durante la lucha, Grey interfirió a favor de Cargill.
  - Después de la lucha, Kris Statlander hizo su regreso y retó a Cargill.
  - Cargill realizó su entrada junto a Big Boss Vette.
- Kris Statlander derrotó a Jade Cargill (con Mark Sterling & Leila Grey) y ganó el Campeonato TBS de AEW (0:48).
  - Statlander cubrió a Cargill después de un «Friday Night Fever».
  - Esta lucha marcó el fin del reinado de 508 días de Cargill y con su racha invicta en AEW con 60 victorias consecutivas.
- MJF derrotó a Sammy Guevara, Darby Allin y "Jungle Boy" Jack Perry y retuvo el Campeonato Mundial de AEW (27:50).
  - MJF cubrió a Allin después de un «Headlock Takeover».
- Blackpool Combat Club (Jon Moxley, Bryan Danielson, Claudio Castagnoli & Wheeler Yuta) derrotaron a The Elite (Kenny Omega, "Hangman" Adam Page, Matt Jackson & Nick Jackson) en un Anarchy in the Arena (27:00).
  - Yuta cubrió a Omega después de un «Seatbelt»
  - Durante la lucha, Don Callis y Konosuke Takeshita interfirieron a favor de Blackpool Combat Club, haciendo que este último cambiara a heel.
  - Blackpool Combat Club realizó su entrada al ring junto a Violent Idols.